# ストリップ劇場

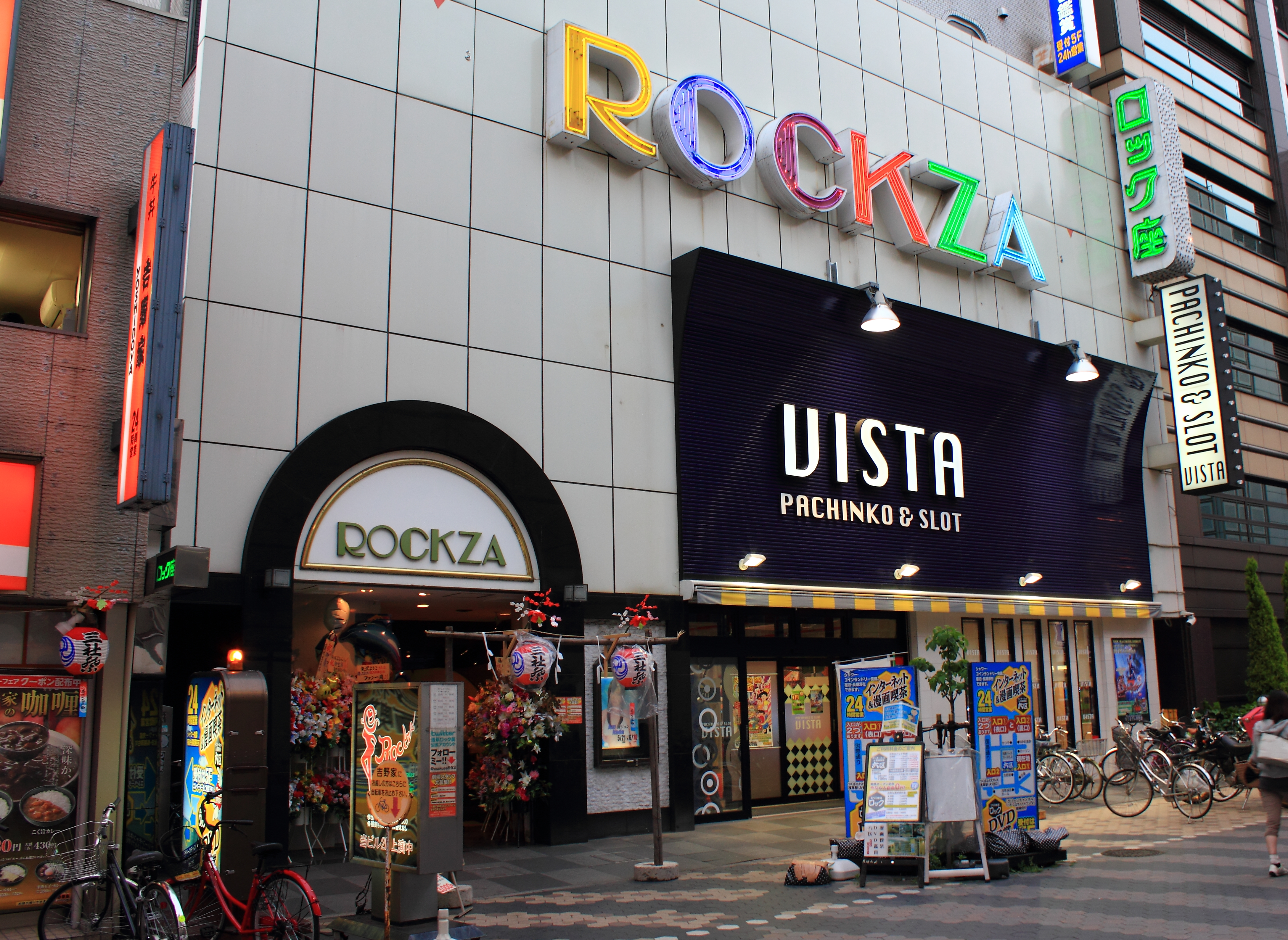
浅草ロック座

ストリップ劇場（ストリップげきじょう）は、ストリップティーズ（ストリップショー）を催すための劇場。舞台の上で女性のストリッパー（踊り子）が踊りながら衣服を脱いでいく行為を鑑賞する性的娯楽施設である。

## 歴史
日本では終戦後の1947年に歴史が始まり、全盛期の1970年代には300から400件あったといわれる。1977年には全国197件。1980年代にはAV女優が劇場に上がることが目玉となった。
1985年にデビューした踊り子の雅麗華は、ロック座のスタイルは80年代から2020年代までダンスで魅せること、日舞から洋舞への早変わりなど基本構成は変わらないが、地方劇場では80年代は後述の白黒ショーやまな板ショーが主流であったと解説。1990年代に入ると、バブルの崩壊とともに過激なスタイルは廃れ、飽きられていき、劇場数も減っていった。
2023年には全国で18件となった。一方踊りで魅せるスタイルは地道にファンを増やし、時代とともにブラッシュアップされ、徐々に女性ファンを増やしていった。
踊り子の美咲遥は自身がデビューした2009年は「何よりも色気、それから流れ」と教えられたが、2023年時点ではエアリアル（空中演技）など、高い技術レベルが必要となっていることを証言。客層としてもエロを求める客の比率より、洗練されたダンスやフィジカルが見たいという客のほうが多いと感じるという。また、美咲は中国圏や韓国からの観光客も増加したと述べている。
前述の雅麗華は2023年現在、浅草ロック座では多い時で女性客が3割おり、群舞も交えた「レヴュー」といえるものになっていると証言する。

## 法律上の定義
ストリップ劇場は、興行場法に定める興行場として、その経営や設置につき関係諸法令の規制をうける。
また、ストリップ劇場の経営は、風俗営業等の規制及び業務の適正化等に関する法律（風適法）に定める店舗型性風俗特殊営業のひとつに該当する。風適法第2条第6項第3号が、「専ら、性的好奇心をそそるため衣服を脱いだ人の姿態を見せる興行その他の善良の風俗又は少年の健全な育成に与える影響が著しい興行の用に供する興行場（興行場法 （昭和二十三年法律第百三十七号）第一条第一項 に規定するものをいう。）として政令で定めるものを経営する営業」を定義のひとつとしているためである。
また、この風営法の兼ね合いにより、基本的に増改築、移築、新規開業が許されていない。

## 料金体系
入場料はおおよそ3,000円から6,000円で劇場によって異なる。ゴールデンウイーク、お盆、正月、特別興行が行われる期間は割増料金になる場合が多い。多くの劇場で学割、シルバー割引、早朝割引、深夜割引、回数券、ポイントカード（ポイントがたまると入場料割引、無料）のサービスを行っている。入替制を採用していない劇場が多く、一度入場すれば閉館時間まで楽しむことができる。
舞台は円形で客席中央に張り出す形が一般的であり、その独特の形状から「でべそ」と俗称される。「でべそ」を囲むように多くの座席があり、音楽に合わせストリッパーがダンスを演じるさまを鑑賞する。このダンスに付随して衣装が脱がれていく。大都市におけるストリップ劇場は、ダンサーの美しさだけでなく、舞台の構造や照明、音楽、スモークの演出も美しく見る者をひきつける。
ショーの演目としては以下のものが主に行われていたが、2020年代現在ではソロベッド以外は稀である。
ソロベッド
ダンスやマイムを中心としたショーで、進行に合わせて少しずつ衣装を脱いでいく。
タッチショー
複数の観客に、順番にバストを触らせる。
指ポンショー
複数の観客に、順番に指を膣に挿入させる。
天狗ベッド
天狗の面、張型等を用いてオナニーを演じる。
SMショー
男女のペアもしくは女性単体で、SMあるいは自縛ショーを演じる。
花電車
女陰で吹き矢を飛ばす、ラッパを鳴らす、習字を書く、バナナ、キュウリを折る、あるいは女陰から卵、炎を出す様などを見せる。元々は戦前の遊郭でのお座敷芸だったものがショー化したものとされる。
まな板ショー（白黒ショー）
ステージ上で、ストリッパーと客が実際に本番行為を行う。
かつては多くの劇場で、俗に「ピンク部屋」などと呼ばれる個室が設けられており、オプション料金を払うことでファッションヘルスのような性的サービスを受けたり、料金によっては実際に本番行為に及ぶこともできた。しかしこれらのサービスは警察による摘発の要因ともなったため、遅くとも2010年頃には行われなくなったとされる。
1980年代までは、浅草・フランス座、渋谷・道頓堀劇場など一部の劇場で幕間にお笑い芸人による漫才・コントなどを取り入れており、下積み時代にストリップ劇場で修行を積んだ芸人も少なくなかった。しかし、昭和40年代以降過激な演出を売りとする関西系ストリップが人気となったことや、テレビの隆盛で多くの芸人が活動の場をそちらに移したこと、さらに1990年代以降はストリップ劇場に代わって吉本総合芸能学院（NSC）等のお笑い養成所で修行を積むのが一般的になったことなどから、現代ではお笑いの要素はほぼ消滅している。

## ストリップ劇場の一覧
かつては多くの温泉街に温泉ストリップが存在した。

### 営業中の劇場
北海道
- 営業する劇場なし

東北
- 営業する劇場なし

関東
- わらびミニ劇場（埼玉県蕨市[9]） - 2022年4月の火災事故により休業[10][11]、2024年8月11日営業再開[12]。
- 浅草ロック座（東京都台東区）
- シアター上野（東京都台東区）
- 新宿ニューアート（東京都新宿区） - 2024年8月21日の集中豪雨によって停電および水没という被害を受け、翌日から休業[13]。営業再開時期は未定[14]。
- 渋谷道頓堀劇場（東京都渋谷区）
- 池袋ミカド劇場（東京都豊島区）
- 川崎ロック座（神奈川県川崎市）
- 横浜ロック座（神奈川県横浜市）
- 大和ミュージック[15]（神奈川県大和市）

中部
- 熱海銀座劇場[16]（静岡県熱海市）
- まさご座（岐阜県岐阜市）
- 芦原ミュージック[17]（福井県あわら市）

関西
- DX東寺劇場[18]（京都府京都市）
- 東洋ショー劇場（大阪府大阪市） - 行政処分により2025年5月8日より2026年1月7日まで営業停止[19]。
- 晃生ショー劇場[20]（大阪府東大阪市）

中国・四国
- ニュー道後ミュージック[21]（愛媛県松山市）

九州
- A級小倉劇場（福岡県北九州市）

### 主な閉館・休館した劇場
北海道
- 浅草ロック座ススキノマドンナ（北海道札幌市） - 2000年1月31日閉館
- 札幌道頓堀劇場（北海道札幌市） - 2010年1月11日休館
- 洞爺OSミリオン座（北海道虻田郡洞爺湖町） - 閉館

東北
- 八戸マノン（青森県八戸市） - 2016年閉館
- 仙台ロック（宮城県仙台市） - 2016年5月31日閉館
- 郡山ミュージック劇場（福島県郡山市） - 2009年11月1日休館
- 芦ノ牧温泉劇場（関西ヌード専門館、福島県会津若松市） - 2018年6月30日閉館

関東
- 草津ロック（群馬県吾妻郡草津町） - 2010年閉館
- 伊香保銀映座（群馬県渋川市 - 2020年閉館
- 水戸エース（茨城県水戸市） - 閉館
- 新宿TSミュージック（東京都新宿区） - 2017年1月15日閉館
- DX歌舞伎町（東京都新宿区） - 2019年6月30日閉館
- SHOW-UP大宮劇場（埼玉県さいたま市） - 2005年10月10日閉館
- 西川口テアトルミュージック（埼玉県川口市） - 閉館
- ライブシアター栗橋（埼玉県久喜市） - 2024年8月20日閉館
- 七峰座（埼玉県日高市） - 閉館
- 船橋若松劇場（千葉県船橋市） - 2013年8月31日閉館
- 船橋ニュー大宝（千葉県船橋市） - 閉館
- 西船OS劇場（千葉県船橋市） - 1996年閉館
- ヌード松戸A級（千葉県松戸市） - 閉館
- 黄金劇場（神奈川県横浜市） - 2013年夏閉館

中部
- ライブシアター銀映（愛知県名古屋市） - 2010年10月31日閉館
- 山代劇場（石川県加賀市） - 閉館
- 信州ロック（長野県千曲市） - 2007年12月23日閉館
- 諏訪フランス座（長野県諏訪市） - 閉館
- 金馬車ミュージック（静岡県浜松市）
- 鶴舞劇場（愛知県名古屋市） - 閉館
- 石和OS劇場（山梨県笛吹市石和温泉） - 閉館

関西
- 十三ミュージック（大阪府大阪市） - 閉館
- ナニワミュージック（大阪府大阪市） - 閉館
- 関西ニューアート（大阪府大阪市） - 2016年4月10日閉館
- 九条OS（大阪府大阪市） - 2012年12月30日閉館
- 堺ミュージック（大阪府堺市堺区） - 閉館
- 奈良スターミュージック（奈良県奈良市） - 閉館
- 神戸第一劇場（兵庫県神戸市） - 閉館

中国・四国
- 福山第一劇場（広島県福山市） - 2011年2月20日閉館
- 広島第一劇場（広島県広島市） - 2021年5月20日閉館

九州
- 博多ロックハリウッド（福岡県福岡市） - 2007年5月20日閉館
- A級別府劇場（大分県別府市） - 閉館
- 嬉野関西ショー劇場（佐賀県嬉野市） - 閉館
- 那覇ミュージック劇場（沖縄県那覇市） - 2006年5月6日閉館
- シアター那覇（沖縄県那覇市） - 閉館